# 慰安婦キリム碑
慰安婦キリム碑（いあんふキリムひ）とはアメリカ合衆国ニュージャージー州パラセイズ・パーク市に存在する記念碑（慰安婦の碑）の名称。パラセイズ・パーク市というのは特に韓国人の多い市であり、そこで2009年からの韓国人有権者センター（KAVC）という団体による記念碑を建設する運動の結果実現したものである。当時の同市では特定民族の記念碑を建設するということに強く反対されていたものの、そこは全米で最も多くの韓国人が居住する地域であったことから反対の声はかき消された。この碑は同市の図書館に設置されているものであるが、この碑のデザインをしたのはその図書館の責任司書であった。